# Autostrada 7 (Izrael)
Autostrada 7 (hebr. כביש 7) – autostrada położona w Izraelu. Łączy ona autostradę nr 6 z wybrzeżem.

## Przebieg
Autostrada nr 7 rozpoczyna się na skrzyżowaniu z drogą ekspresową nr 40  (Kefar Sawa–Ketura). Jadąc drogą ekspresową nr 40 na północny wschód dojeżdża się do miasta Gedera, a jadąc na południowy zachód dojeżdża się do skrzyżowania z drogą ekspresową nr 41  (Aszdod–Gedera) i parku przemysłowego Kanot. Autostrada jest jakby przedłużeniem drogi ekspresowej nr 41, umożliwiając szybkie dotarcie do autostrady nr 6.
Autostrada kieruje się w kierunku południowo-wschodnim, mijając położone na północy osiedla mieszkaniowe miasta Gedera oraz położoną na południu tajną bazę wojskową Sił Obronnych Izraela. Po minięciu Gedery autostrada wykręca w kierunku północno-wschodnim, mija położony na północy moszaw Kidron, a następnie położone na południu kibuc Chafec Chajjim, moszaw Bet Chilkijja oraz wioskę Jad Binjamin.
Na wysokości bazy lotniczej Tel Nof znajduje się duży węzeł drogowy z autostradą  nr 6, a po 1 km drugi węzeł drogowy z drogą ekspresową nr 3  (Aszkelon-Modi’in-Makkabbim-Re’ut). W tym miejscu jest koniec autostrady nr 7.

## Plany budowy
Planowane jest wydłużenie autostrady w kierunku zachodnim, do miasta Aszdod i skrzyżowania z autostradą nr 4  (Erez–Kefar Rosz ha-Nikra).